# رؤى الواقع

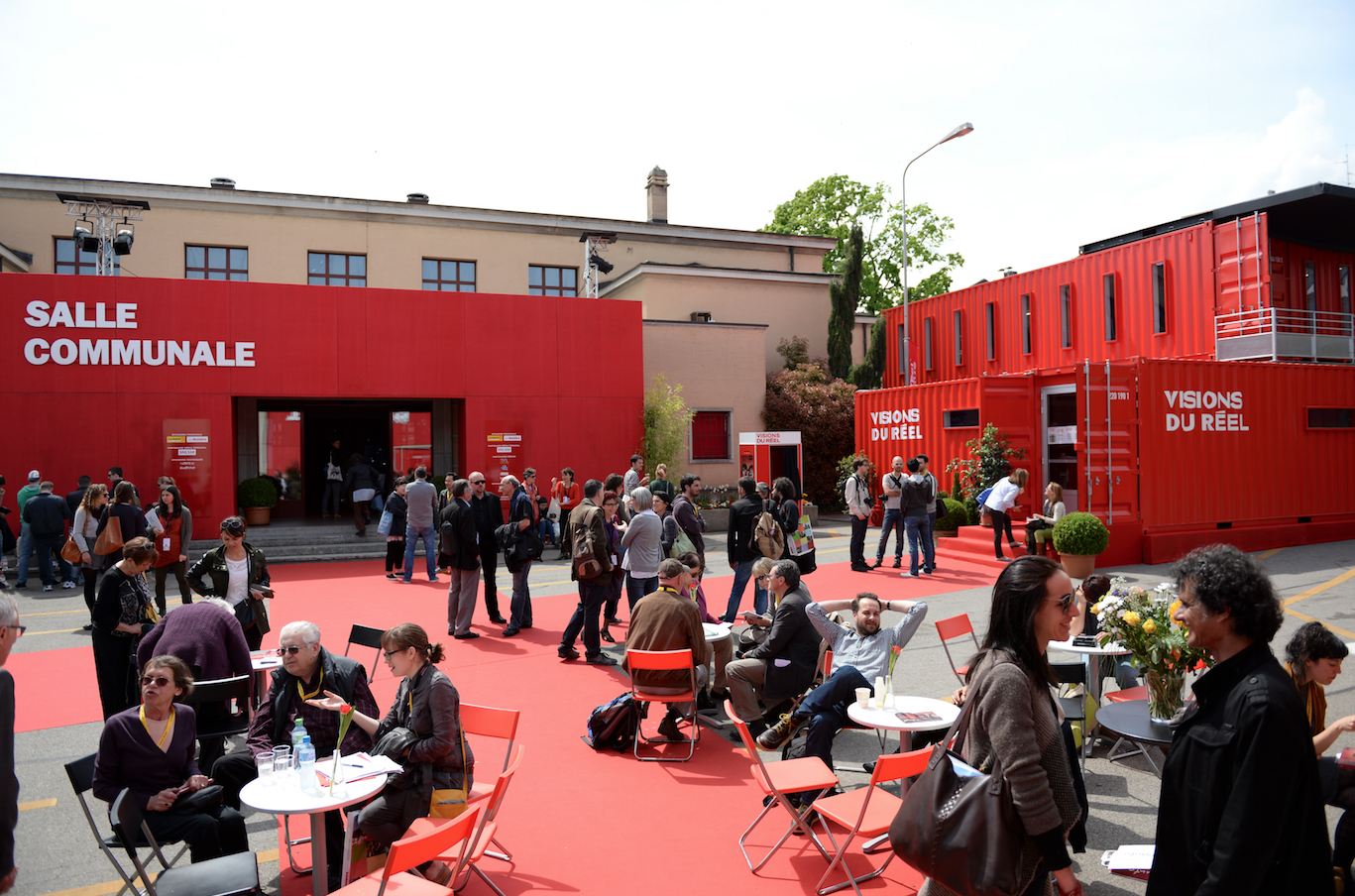

رؤى الواقع (بالفرنسية: Visions du Réel)، هو مهرجان دولي للفيلم الوثائقي، تأسس في عام 1969 في مدينة نيون سويسرا. المهرجان يجمع سنويًا الأسماء الكبيرة في السينما الوثائقية، وكذلك عشاق السينما والمهنيين كل ربيع لمدة 9 أيام.
ويتضمن المهرجان مسابقة دولية للأفلام الطويلة والقصيرة، وسوق للأفلام، وورش عمل، وندوات.

## وصلات خارجية
- الموقع الرسمي